# Massa San Giovanni
Massa San Giovanni è un villaggio collinare della VI Circoscrizione del comune di Messina. È una della "quattro Masse" (con Massa San Nicola, Massa San Giorgio e Massa Santa Lucia).
 Sorge sui Monti Peloritani. I cuntaroti  sono antagonisti dei "laccoti " ( abitanti  di massa santa Lucia ) . Attualmente  i residenti sono  circa 150 .

## Origini del nome
Il suo nome deriva da "masseria", che era un vasto podere con fabbricati e servizi, al quale fu aggiunto "San Giovanni" per distinguerla dalle altre tre "Masse".